# Remeniny
Remeniny (in ungherese Remenye) è un comune della Slovacchia facente parte del distretto di Vranov nad Topľou, nella regione di Prešov.